# Półuncjała

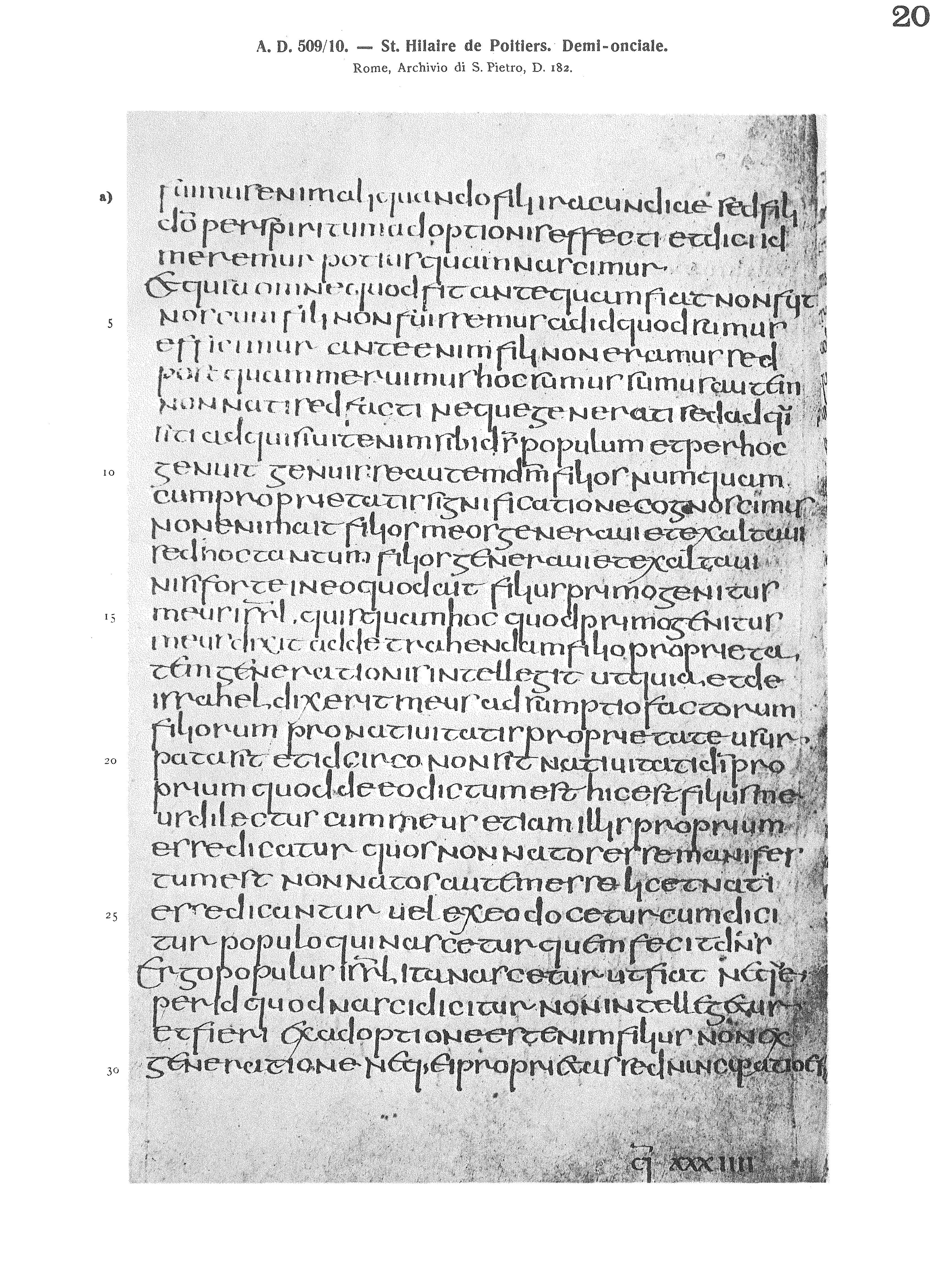
Przykład półuncjały.

Półuncjała (Semiuncjała) – pierwszy rodzaj pisma stworzony w średniowieczu. Badacze pisma charakteryzują kilka odmian półuncjały, a różnice wynikają z rozbicia wczesnośredniowiecznej Europy na państwa narodowe i plemienne oraz z ukształtowania się kilku, utrzymujących bardzo słabe kontakty, ośrodków władzy i kultury. 
Najstarszy znany dokument pisany półuncjałą powstał tuż po 486 roku: jest to palimpsest zawierający roczniki konsularne od 439 do 486 roku.

## Charakterystyka półuncjały
Pojawienie się półuncjały w VI wieku było przełomem w dotychczasowej historii pisma. Wszystkie starsze pisma (z wyjątkiem pewnych elementów w kursywie młodszej) miały litery jednakowej wysokości, tymczasem półuncjała wprowadziła różną wysokość liter. Sporo z nich miało wydłużenia górne i dolne zdecydowanie wysuwające się z linii tekstu w przestrzeń między wierszami. Półuncjała, mimo że wciąż była pismem majuskulnym, posiadała więc pewne cechy pisma minuskulnego. 
Litery były wyraźnie zaokrąglone, mocno cieniowane i pisane płynnie. Pojawiły się linie łączące ze sobą litery wyrazu: to efekt szybkiego pisania i jednocześnie sposób na przyspieszenie. Wyrazy były od siebie oddzielane odstępami, choć brak było jeszcze interpunkcji. 
W tekstach pisanych półuncjałą wprowadzano także kapitałę: pisano nią inicjały, tytuły, nazwy etc. Są to więc początki komplementarnego funkcjonowania podwójnego alfabetu, liter majuskulnych, dzisiaj zwanych wersalikami lub po prostu „wielkimi literami”, oraz liter minuskulnych. 

## Pismo iroszkockie

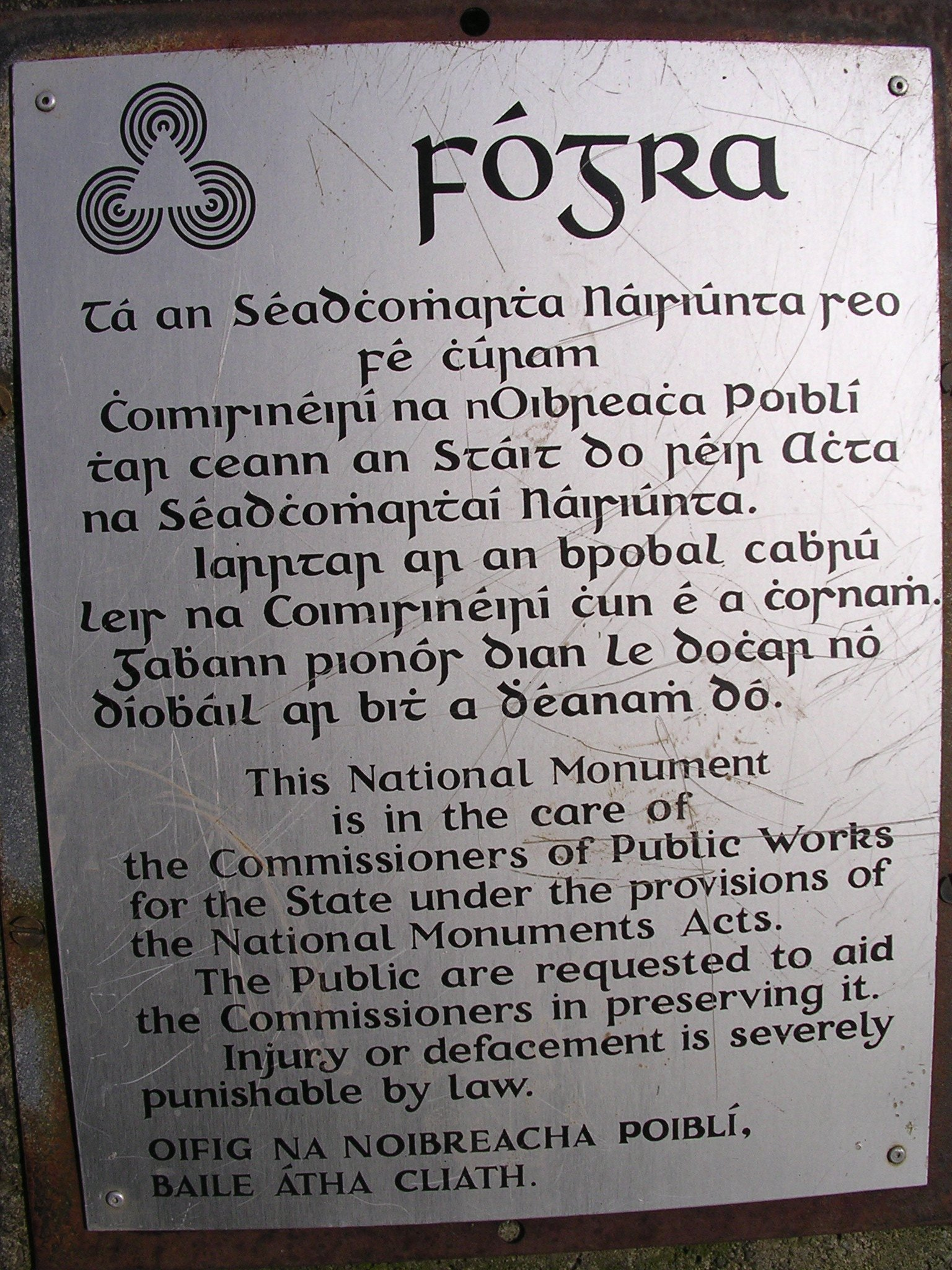
Współczesna tablica informacyjna napisana pismem gaelickim w języku irlandzkim.

Półuncjała była podstawą dla rozwoju pisma iroszkockiego, czyli insularnego (scriptura scottica). Gdy po upadku Cesarstwa rzymskiego na kontynencie europejskim zapanował zamęt polityczny i społeczny, a antyczna kultura i nauka upadły, w klasztorach wysp brytyjskich mnisi przepisywali stare księgi zapełniając karty półuncjałą, z której około VIII wieku powstało irlandzko-angielskie okrągłe pismo kodeksowe. 
Mnisi iroszkoccy wyruszający na kontynent z misją chrystianizacji ludów zamieszkujących nie tylko tereny dawnego imperium rzymskiego, ale i ziemie, gdzie nigdy nie stanęła stopa rzymskiego legionisty, przywozili ze sobą kodeksy z tekstami zapisanymi insularną odmianą pisma półuncjalnego. Wywarło ono olbrzymi wpływ na pisma używane wówczas w państwach europejskich i doprowadziło do ukształtowania się nowego rodzaju pisma. 
W półuncjale iroszkockiej słowa są rozdzielone, ligatury i abrewiacje dość liczne, a inicjały otaczane ornamentem z czerwonych punktów. Występują również znaki umowne oraz skróty zastępujące niektóre słowa.
Najważniejsze zabytki scriptura scottica to irlandzka Księga z Kells (ok. 800 r.) oraz belgijski Ewangeliarz Maesyck z VIII wieku.